# Provincia di Tbong Khmum
La provincia di Tbong Khmum (ខេត្តត្បូងឃ្មុំ in lingua khmer) è una provincia della Cambogia situata nella parte occidentale del Paese e ha per capoluogo Suong. Il nome si compone delle due parole khmer tboung (gemma, pietra preziosa) e khmum (ape), che assieme assumono il significato ambra.

## Storia
Fu istituita con lo smembramento della Provincia di Kampong Cham con regio decreto del 31 dicembre 2013. Alla provincia originale rimase un territorio di 4 549 km² ad ovest del Mekong, mentre alla nuova provincia fu assegnato il territorio di 4 928 km² ad est del fiume. Il decreto fu firmato da re Norodom Sihamoni su raccomandazione del primo ministro Hun Sen e il motivo addotto fu quello di migliorare l'amministrazione data la vastità della provincia. La decisione fu presa all'indomani della sconfitta del Partito Popolare Cambogiano (PPC) del primo ministro nelle elezioni del luglio 2013, che consegnarono la provincia all'opposizione. Il PPC si aggiudicò solo 8 dei 18 seggi al Parlamento riservati alla provincia, ma grazie allo smembramento poté almeno mantenere il controllo della nuova provincia, dove erano concentrati i suoi elettori e i seggi vinti.

## Geografia antropica

### Suddivisioni amministrative
La provincia di Tbong Khmum è suddivisa in 6 distretti (srok) e una città.
- 2504 - Dambae (ដំបែ)
- 2509 - Krouch Chhmar (ក្រូចឆ្មារ)
- 2510 - Memot (មេមត់)
- 2511 - Ou Reang Ov (អូរាំងឪ)
- 2512 - Ponhea Kraek (ពញ្ញាក្រែក)
- 2516 - Tboung Khmum (ត្បូងឃ្មុំ)
- 2517 - Krong Suong (ក្រុងសួង; città di Suong)